# Клюев, Борис Владимирович
Бори́с Влади́мирович Клю́ев (13 июля 1944, Москва, СССР — 1 сентября 2020, Москва, Россия) — советский и российский актёр театра, кино и дубляжа, театральный педагог, профессор; народный артист Российской Федерации (2002). Один из ведущих актёров Государственного академического Малого театра (1969—2020). Художественный руководитель двух курсов ВТУ (института) имени М. С. Щепкина, заведующий кафедрой актёрского мастерства. Член Правления Гильдии актёров кино России.
Наибольшую известность получил благодаря ролям графа Рошфора (х/ф «Д’Артаньян и три мушкетёра»), Майкрофта Холмса (т/с «Приключения Шерлока Холмса и доктора Ватсона»), американского шпиона Дубова по прозвищу «Трианон» (в телесериале «ТАСС уполномочен заявить») и Николая Петровича (т/с «Воронины»).

## Биография

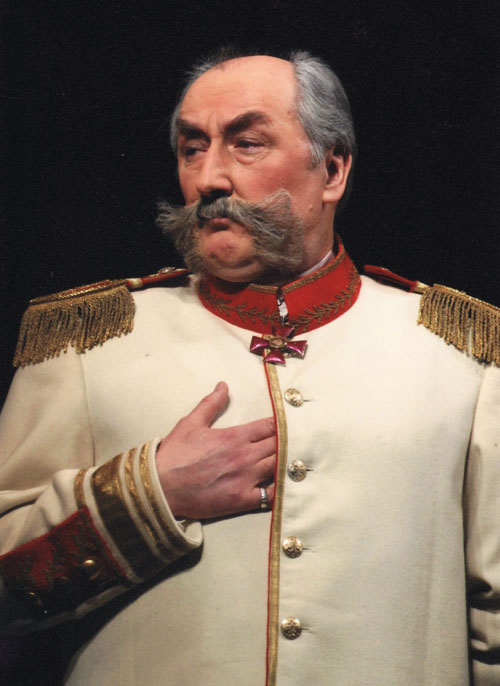
Борис Клюев в роли Крутицкого («На всякого мудреца довольно простоты»)

Родился 13 июля 1944 года в Москве. В четыре года остался без отца: 36-летний актёр Владимир Клюев на гастролях слёг с сердечным приступом и умер в больнице. Детство прошло в районе Патриарших прудов.
Из-за тяжёлого материального положения в семье Борис был вынужден рано начать зарабатывать: с 13 лет разгружал вагоны, с 16 лет работал на стройке.
При обучении в школе Клюев не был прилежным учеником, в шестом классе даже остался на второй год, и от окончательного падения его спасла актриса Клавдия Половикова, мама актрисы Валентины Серовой, которая поставила в школе спектакль «Чёртова мельница», где Борис сыграл «чёрта первого разряда».
После окончания школы поступил в Театральное училище имени Щепкина. Окончив первый курс, ушёл в армию, где прослужил три года. Во время армейской службы принимал участие в массовке на съёмках фильма Сергея Бондарчука «Война и мир». Также во время службы у Бориса была возможность принимать участие в самодеятельности.
После демобилизации вернулся на второй курс в театральное училище (мастерская В. И. Цыганкова и Л. А. Волкова), которое окончил в 1969 году. Был секретарём комсомольской организации училища. Учась на четвёртом курсе, стал подрабатывать в массовках спектаклей Малого театра и после окончания училища получил приглашение в этот театр. В первое время играл совсем небольшие роли в спектаклях «Дипломат», «Стакан воды», «Власть тьмы», «Ярмарка тщеславия», «Разбойники» и других. Уже через год получил более серьёзную роль — архитектора Сергея Синицы в постановке «Так и будет», после чего о нём заговорили как о талантливом начинающем артисте. За годы работы в Малом театре Борис Клюев сыграл более семидесяти ролей. Среди постановок с его участием — «Гроза», «Без вины виноватые», «Горе от ума», «Сирано де Бержерак», «Преступная мать, или Второй Тартюф», «Король Лир», «Горячее сердце», «Царь Иоанн Грозный», «Делец», «Корсиканка», «Волки и овцы», «Последняя жертва» и многие другие.
В кино Борис Клюев дебютировал в 1968 году, будучи студентом театрального училища. Сначала играл эпизодические роли — немецкий офицер в фильме «Конец „Сатурна“», патрульный в фильме «Каратель». Затем последовала полноформатная роль депутата Государственной Думы Василия Шульгина в кинокартине «Крушение империи».
Известность Клюеву как киноактёру принесла роль графа Рошфора в телевизионном музыкальном сериале режиссёра Георгия Юнгвальд-Хилькевича «Д’Артаньян и три мушкетёра».
В начале 1980-х снялся в ряде фильмов из серии «Приключения Шерлока Холмса и доктора Ватсона», сыграв Майкрофта Холмса, брата знаменитого сыщика. Также популярность к Клюеву пришла с фильмом «ТАСС уполномочен заявить…», где он сыграл роль шпиона Трианона. Актёр исполнил её так мастерски, с таким «злодейским» обаянием, что цензоры решили её существенно урезать.
С начала 1990-х годов снимался в телесериалах (например, сыграл герцога де Гиза в историко-приключенческих сериалах «Королева Марго» и «Графиня де Монсоро»).
В 2010 году за блестящее исполнение роли Людовика Великого в спектакле «Мольер» по пьесе М. А. Булгакова «Кабала святош» Борис Клюев был удостоен премии журнала «Театрал» — «Звезда Театрала».
Самой известной ролью 2010-х годов стал Николай Петрович Воронин в ситкоме «Воронины». Эта роль принесла Клюеву наибольшую известность и любовь широкой публики.
Принимал участие в дубляже иностранных фильмов в качестве актёра дубляжа.
С 1969 года преподавал в Театральном училище имени Щепкина специализацию «Мастерство актёра», был художественным руководителем трёх курсов, имел звание профессора. Был президентом футбольной команды Малого театра и одним из основателей Театральной футбольной лиги.
В октябре 2018 года Борис Клюев снялся в пятисерийном документальном фильме «Пока ещё мы вместе, или Мушкетёры сорок лет спустя» (режиссёр Вячеслав Каминский, автор сценария Максим Фёдоров), посвящённом созданию картин Георгия Юнгвальд-Хилькевича «Д’Артаньян и три мушкетёра», «Мушкетёры двадцать лет спустя», «Тайна королевы Анны, или Мушкетёры тридцать лет спустя» и «Возвращение мушкетёров, или Сокровища кардинала Мазарини». Премьера фильма состоялась 14 февраля 2020 года в Белом зале Центрального Дома кино.

## Болезнь и смерть
29 апреля 2018 года у Бориса Клюева был обнаружен рак лёгких. 20 июля 2019 года он в последний раз снялся в телесериале «Воронины» на побережье Чёрного моря в Сочи.
Борис Клюев умер вечером во вторник, 1 сентября 2020 года, после тяжёлой продолжительной болезни, в возрасте 76 лет, в Москве у себя дома. Прощание с актёром прошло 4 сентября 2020 года в Малом театре, проститься с ним также пришли его коллеги по телесериалу «Воронины» Станислав Дужников и Екатерина Волкова. Похоронен на Троекуровском кладбище рядом с могилой заслуженного артиста РСФСР Виктора Проскурина. 13 июля 2021 года в день рождения актёра на его могиле был открыт памятник.

## Роль графа Рошфора

Борис Клюев в роли графа Рошфора

Одной из самых заметных киноролей Бориса Клюева стала роль графа Рошфора, доверенного лица кардинала Ришельё (в музыкальном телефильме 1978 года «Д’Артаньян и три мушкетёра»). Изначально режиссёром Георгием Юнгвальд-Хилькевичем поддерживалась кандидатура Михаила Боярского в качестве графа Рошфора, поэтому он не утвердил Бориса Владимировича на этот образ. Когда же Боярский был всё же утверждён на роль д’Артаньяна, то Рошфора режиссёр хотел отдать одному из украинских артистов. Но так как фильм снимался по заказу Государственного комитета СССР по телевидению и радиовещанию, результаты всех кинопроб пришли из Одессы в Москву к вышестоящему начальству. И уже по решению Госкино состоялось утверждение Клюева на эту роль, хотя режиссёру его кандидатура не нравилась. Тем не менее сам актёр остался очень недоволен работой с Юнгвальд-Хилькевичем, поделившись своим мнением в одном из интервью: «Я считаю, что Юнгвальд-Хилькевич не очень талантливый человек. И картина получилась благодаря тому, что была хорошая компания, мы все были очень молоды, плюс замечательная музыка Максима Дунаевского. Тогда там что-то и получилось. Несмотря на то, что, как я считаю, уже и во второй, и в третьей серии картина слегка провисает. Вот первая серия очень хорошая. Лично я очень недоволен работой с Хилькевичем». В процессе съёмок Клюеву самому пришлось поработать не только над характером графа Рошфора, но и над его внешностью. Изначально гримёры хотели приклеить ему бороду. Но артист настоял на том, чтобы они оставили лишь тонкую линию усов и бородку клинышком.
На съёмках Михаил Боярский получил серьёзную травму, когда снимали сцену Мерлезонского балета в Одесском оперном театре. Граф Рошфор, которого играл Борис Клюев, был задуман как человек, который никогда не вынимает шпаги из ножен, поэтому обучением его фехтованию практически не занимались. Но в одной сцене Клюев не выдержал и выхватил клинок. В результате его шпага проткнула нёбо Боярскому и буквально сантиметр не дошла до мозга. Всё обошлось без тяжёлых последствий. Сам Борис Клюев прокомментировал ситуацию следующим образом: «Снимали сцену тройного поединка на шпагах д’Артаньяна, Рошфора и де Жюссака, которого играл Владимир Балон. Мы должны были скрестить шпаги на лестнице, снимали в Одесском оперном театре. Когда репетировали, всё шло замечательно, но на съёмках ускорили темп фехтования. И вот Миша Боярский, сильно замахнувшись клинком, направил мою шпагу прямиком себе в лицо. Она выбила ему зуб и оцарапала горло. Однако он, как истинный профессионал, продолжил сниматься. Потом я узнал, что эта травма весьма распространена у фехтовальщиков».

## Семья
Отец Владимир Фёдорович Клюев (1912—1948) — актёр, окончил Театральную школу при Театре имени Вахтангова, работал в Комсомольске-на-Амуре, а затем в Москве, в 1941 году ушёл в ополчение, воевал до 1943 года, позже ездил с военными концертными бригадами, после войны работал администратором в ТЮЗе. Мать, Валентина Семёновна Клюева, работала бухгалтером в Доме композиторов.
Борис Клюев был трижды женат. Третья жена (род. 1943) — Виктория Клюева.
Единственный сын Алексей (1969—1993) умер в возрасте 24 лет от сердечной недостаточности.

## Признание и награды
- Орден «За заслуги перед Отечеством» IV степени (29 апреля 2019) — за большой вклад в развитие отечественной культуры и искусства, многолетнюю плодотворную деятельность[26]
- Почётная грамота Президента Российской Федерации (27 апреля 2015) — за заслуги в развитии культуры, образования, науки, подготовке квалифицированных специалистов и многолетнюю плодотворную деятельность[27]
- Премия ТЭФИ 2012 год в номинации «за лучшую мужскую роль» за роль в телесериале «Воронины».
- Премия «Звезда Театрала» (2011)[28] в номинации «лучшая роль второго плана»
- лауреат премии «Звезда Театрала» в номинации «Кольцо Сатурна» (2010)
- Ежегодная театральная премия «Московского комсомольца» за 2008 год[29]
- Орден Почёта (21 мая 2008) — за заслуги в развитии отечественной культуры и искусства, многолетнюю плодотворную деятельность[30]
- Почётный работник культуры Кузбасса (2007)[31]
- Народный артист Российской Федерации (28 октября 2002) — за большие заслуги в области искусства[32]
- Орден Дружбы (25 октября 1999) — за большой вклад в развитие отечественной театральной культуры и в связи со 175-летием Государственного академического Малого театра России[33]
- Заслуженный артист РСФСР (16 октября 1989) — за заслуги в области советского искусства[34]

## Общественная позиция
В марте 2014 года поддержал аннексию Крыма Россией, подписав письмо президенту России Владимиру Путину в поддержку аннексии.

## Творчество

### Роли в театре

#### Малый театр
- 12.09.1969 г. велосипедист, «Дипломат» С. А. Алёшина
- 1969 г. больной, «Палата» С. А. Алёшина
- 1969 г. 2-й лорд, «Стакан воды» Э.Скриба
- 1969 г. танцующий, «Умные вещи» С. Я. Маршака
- 1969 г. мужик, «Власть тьмы» Л. Н. Толстого
- 1969 г. 2-й полицейский, «Ярмарка тщеславия» У.Теккерея
- 1969 г. разбойник, Шварц, «Разбойники» Ф.Шиллера
- 1970 г. гость на балу, «Горе от ума» А. С. Грибоедова
- 1970 г. массовая сцена, «Маскарад» М. Ю. Лермонтова
- 1970 г. Пуговицын, «Ревизор» Н. В. Гоголя
- 1970 г. Сергей Синицын, «Так и будет» К. М. Симонова
- 1970 г. посол, «Признание» С. А. Дангулова
- 1970 г. Недосекин, «Растеряева улица» М. С. Нарокова по Г.Успенскому
- 1971 г. массовая сцена, «Достигаев и другие» М.Горького
- 1971 г. рыцарь на балу, «Каменный хозяин» Л.Украинки
- 1971 г. Олег Морозов, «Твой дядя Миша» Г.Мдивани
- 1972 г. мажордом, «Ярмарка тщеславия» В.Теккерея
- 1972 г. Иванов, «Фальшивая монета» М.Горького
- 1972 г. гость на балу, «Перед заходом солнца» Г.Гауптмана
- 1973 г. Иов, «Царь Фёдор Иоаннович» А. К. Толстого
- 1973 г. Чёрный портной, «Умные вещи» С. Я. Маршака
- 1973 г. Валера, «Самый последний день» Б. Л. Васильева
- 1974 г. Замыслов, «Дачники» М.Горького
- 1974 г. Кудряш, «Гроза» А. Н. Островского
- 1975 г. Молчалин, «Горе от ума» А. С. Грибоедова
- 1976 г. Вернер, «Русские люди» К. Симонова
- 1977 г. Дионисий, Князь Мстиславский, «Царь Фёдор Иоаннович» А. К. Толстого
- 1977 г. доктор Вуттке, «Перед заходом солнца» Г.Гауптмана
- 1977 г. Ломеллино, «Заговор Фиеско в Генуе» Ф.Шиллера
- 1977 г. Нуланс, Френсис, «Признание» С. А. Дангулова
- 1977 г. Главнокомандующий, «Любовь Яровая» К. А. Тренёва
- 1978 г. Ахмет, «Возвращение на круги своя» И.Друцэ
- 1978 г. Драгиев, «Маленькая эта Земля» Г.Джагарова
- 1979 г. Герцог Бургундский, «Король Лир» У.Шекспира
- 1979 г. Сабуров, «Твой дядя Миша» Г.Мдивани
- 1980 г. Бьюкенен, «Признание» С. А. Дангулова
- 1981 г. Кутов, «Любовь Яровая» К. А. Тренёва
- 1981 г. Перменов, «Целина» Л. И. Брежнева
- 1981 г. Муров, «Без вины виноватые» А. Н. Островского
- 1982 г. Князь Хворостинин, «Царь Фёдор Иоаннович» А. К. Толстого
- 1984 г. 1-й маркиз, «Сирано де Бержерак» Э.Ростана
- 1984 г. Великанов, «Вызов» Г.Маркова, Э.Шима
- 1985 г. Гратиотти, «Из новостей этого дня» Г.Маркова, Э.Шима
- 1985 г. Де Гиш, «Сирано де Бержерак» Э.Ростана
- 1986 г. Вебер, «Берег» Ю. В. Бондарева
- 1986 г. Головин, «Царь Фёдор Иоаннович» А. К. Толстого
- 1986 г. Лорд-канцлер Вильям-Каупер, «Человек, который смеётся» В.Гюго
- 1989 г. Князь Янтарный, «Хищники» А. Ф. Писемского
- 1990 г. Учитель философии, «Мещанин во дворянстве» Ж. Б. Мольера
- 1991 г. Георг фон Вальдштеттен, «Кетхен из Хайльбронна» Г.Клейста
- 1991 г. Палач, «Убийство Гонзаго» Н.Йорданова
- 1992 г. саддукей, «Царь Иудейский» К.Романова
- 1992 г. Наркис, «Горячее сердце» А. Н. Островского
- 1994 г. Граф Альмавива, «Преступная мать, или Второй Тартюф» П.Бомарше
- 1996 г. граф Шенборн, «Царь Пётр и Алексей» Ф.Горенштейна
- 1998 г. князь Мстиславский, «Царь Фёдор Иоаннович» А. К. Толстого
- 1998 г. князь Шуйский, «Царь Иоанн Грозный» А. К. Толстого
- 1999 г. Воронцов Михаил Илларионович, «Хроника дворцового переворота» Г.Турчиной
- 2000 г. Гуляр, «Делец» О. де Бальзака
- 2002 г. Бертран, «Корсиканка» И.Губача
- 2003 г. Дероше, «Таинственный ящик» П. А. Каратыгина
- 2004 г. Лавр Миронович, «Последняя жертва» А. Н. Островского
- 2004 г. Крутицкий, «На всякого мудреца довольно простоты» А. Н. Островского
- 2005 г. Беркутов, «Волки и овцы» А. Н. Островского, режиссёр В. Н. Иванов
- 2007 г. Василий Голицын, «Дмитрий Самозванец и Василий Шуйский» А. Н. Островского
- 2007 г. Лорд Портес, «Любовный круг» С.Моэма
- 2009 г. Людовик Великий, король Франции, «Мольер» («Кабала святош») М. А. Булгакова
- 2012 г. Чекалинский, игрок в летах, «Пиковая дама» А. С. Пушкина
- 2013 г. Фромантель, «Как обмануть государство» Л.Вернея и Ж.Берра
- 2014 г. Арбенин, «Маскарад» М. Ю. Лермонтова
- 2019 г. Маттиас Клаузен, «Перед заходом солнца» Г. Гауптмана.

### Фильмография
| Год       |     | Название                                                               | Роль |
| --------- | --- | ---------------------------------------------------------------------- | --- |
| 1968      | ф   | Конец «Сатурна»                                                        | немецкий офицер (нет в титрах) |
| 1968      | ф   | Каратель                                                               | патрульный |
| 1969      | ф   | Красная палатка                                                        | репортёр (нет в титрах) |
| 1970      | ф   | Крушение империи                                                       | Шульгин, депутат Государственной Думы |
| 1971      | ф   | Вчера, сегодня и всегда                                                | Борис Петрович Сизов |
| 1971      | ф   | Рудобельская республика                                                | Телецкий, штабс-капитан |
| 1972      | тсп | Былое и думы                                                           | второй чиновник, англичанин |
| 1972      | ф   | Земля, до востребования                                                | Хименес |
| 1973      | тсп | Так и будет                                                            | Сергей Синицын |
| 1974      | тсп | Старик                                                                 | мужик |
| 1974      | с   | Хождение по мукам                                                      | князь Бельский |
| 1975      | тсп | Фальшивая монета                                                       | Иванов |
| 1976      | тсп | Ярмарка тщеславия                                                      | лакей (нет в титрах) |
| 1977      | тсп | Горе от ума                                                            | Алексей Степанович Молчалин, секретарь Фамусова |
| 1977      | тсп | Гроза                                                                  | Кудряш |
| 1978      | тф  | Д’Артаньян и три мушкетёра                                             | граф Рошфор |
| 1979      | тсп | Возвращение на круги своя                                              | Ахмет |
| 1980      | тф  | Приключения Шерлока Холмса и доктора Ватсона                           | Майкрофт Холмс |
| 1980      | тсп | День рождения Терезы                                                   | Апполонио |
| 1980      | ф   | Эскадрон гусар летучих                                                 | французский офицер (в титрах Ю. Клюев) |
| 1980      | тсп | Заговор Фиеско в Генуе                                                 | Ломеллино |
| 1980      | тф  | Скандальное происшествие в Брикмилле                                   | секретарь Джорджа Кэттла |
| 1981      | тсп | Любовь Яровая                                                          | главнокомандующий |
| 1981      | тсп | Царь Фёдор Иоаннович                                                   | Дионисий, митрополит всея Руси |
| 1982      | с   | Жизнь Берлиоза                                                         | Рихард Вагнер |
| 1982      | тсп | Король Лир                                                             | герцог Бургундский |
| 1982      | ф   | Никколо Паганини                                                       | Фердинандо Паэр, наставник Паганини, композитор (нет в титрах) |
| 1982      | ф   | Тем, кто остаётся жить                                                 | Хренников, чиновник на приёме у Петухова |
| 1983      | ф   | Подросток                                                              | Афердов |
| 1983      | тсп | Умные вещи                                                             | чёрный портной |
| 1984—1986 | с   | Михайло Ломоносов                                                      | Григорий Орлов |
| 1984      | с   | ТАСС уполномочен заявить                                               | Сергей Дмитриевич Дубов / сотрудник КГБ в эпизоде с ювелиром(5 серия), Трианон                                                                                              |
| 1985      | тсп | Без вины виноватые                                                     | Григорий Львович Муров |
| 1985      | ф   | Сестра моя Люся                                                        | Фёдор |
| 1985      | ф   | Соучастие в убийстве                                                   | Олифер |
| 1986      | ф   | Баллада о старом оружии                                                | командир егерей |
| 1986      | ф   | Конец операции «Резидент»                                              | Боб Стюарт, атташе посольства, агент БНД |
| 1986      | ф   | Наградить (посмертно)                                                  | новый хозяин дома Сосниных |
| 1986      | тф  | Покушение на ГОЭЛРО                                                    | Ганс Мюллер |
| 1986      | тф  | Приключения Шерлока Холмса и доктора Ватсона: Двадцатый век начинается | Майкрофт Холмс |
| 1987      | ф   | Конец Вечности                                                         | Кантор Вой |
| 1987      | ф   | Моонзунд                                                               | Гарольд Карлович фон Грапф |
| 1987      | с   | Отряд специального назначения                                          | Мартин фон Гитель (Геттель), гауптштурмфюрер СС |
| 1988      | тф  | Клад                                                                   | управляющий «Сельхозтехники» |
| 1989      | ф   | Криминальный квартет                                                   | главный инженер обувной фабрики |
| 1990      | ф   | Очарованный странник                                                   | граф |
| 1990      | ф   | По прозвищу «Зверь»                                                    | заключённый — «молчун», помогший Говоркову бежать |
| 1990      | ф   | Футболист                                                              | Альберт, спортсмен-боксёр |
| 1990      | ф   | Царская охота                                                          | Грейг |
| 1991      | ф   | Гений                                                                  | Александр Александрович Архипов, директор театра «На полатиях», гей |
| 1991      | ф   | Как живёте, караси?                                                    | Борис Ильич, карась-художник |
| 1991      | ф   | Мумия из чемодана                                                      | Рубашкин |
| 1991      | тф  | Окно напротив                                                          | Торвальд, муж |
| 1991      | тф  | Сократ                                                                 | Критий, афинский аристократ, один из Тридцати тиранов |
| 1992      | ф   | Разыскивается опасный преступник                                       | Виктор, однокурсник Михаила Черных |
| 1992      | ф   | Рукопись                                                               | снимался |
| 1992      | ф   | Сны о России                                                           | русский морской офицер |
| 1992      | ф   | Сумасшедшая любовь                                                     | начальник репортёра |
| 1992      | ф   | Только не уходи…                                                       | начальник |
| 1993      | с   | Аляска Кид                                                             | Кэмерон Броди |
| 1992      | ф   | Грехъ. История страсти                                                 | Отто |
| 1993      | с   | Раскол                                                                 | великий князь Сергей |
| 1995—2004 | с   | На углу, у Патриарших (1-4 сезон)                                      | Павел Николаевич Колесников, генерал |
| 1996      | с   | Королева Марго                                                         | герцог де Гиз |
| 1997      | с   | Графиня де Монсоро                                                     | герцог де Гиз |
| 1997      | ф   | Шизофрения                                                             | Лозовский, председатель совета директоров группы банков «Круг» (аллюзия на Б. Березовского)                                                                                 |
| 1998—2002 | с   | Самозванцы                                                             | Владимир Викторович Чернов, отец погибшей, крупный чиновник по прозвищу «Бультерьер»                                                                                        |
| 1999      | с   | Д. Д. Д. Досье детектива Дубровского                                   | Шнурков, исполняющий обязанности начальника ФСБ |
| 1999—2003 | с   | Простые истины                                                         | незнакомец с машиной времени |
| 1999—2000 | с   | Убойная сила                                                           | Эдуард Крамской (6 серия) |
| 2000      | с   | Марш Турецкого                                                         | Валентин Старевич, бывший хоккеист, председатель Федерации хоккея России |
| 2000      | мтф | Новый год в ноябре                                                     | дрессировщик |
| 2001      | с   | Блюстители порока                                                      | Джейкоб |
| 2001      | ф   | Львиная доля                                                           | директор ФСБ |
| 2001      | с   | Сыщики                                                                 | адвокат |
| 2001      | тсп | Хроника дворцового переворота                                          | Воронцов |
| 2001—2003 | с   | Кышкин дом                                                             | олигарх |
| 2002      | с   | Каменская 2                                                            | Владимир Мельник, новый начальник отдела |
| 2002      | ф   | Удар Лотоса 2                                                          | Гомес |
| 2002      | с   | Русские амазонки                                                       | Евгений Иванович Козлов |
| 2003      | с   | Пан или пропал                                                         | Владя Яхимик, знакомый Алиции, оккультист |
| 2003      | с   | Таксист                                                                | Рогов, генерал |
| 2003      | тсп | Таинственный ящик                                                      | Дероше, писатель |
| 2004      | с   | Даша Васильева. Любительница частного сыска 2                          | Семёнов |
| 2003      | тсп | Зимородок                                                              | Хаукинс |
| 2004      | ф   | Парижская любовь Кости Гуманкова                                       | месьё Плюш |
| 2004      | с   | Слепой                                                                 | Вячеслав Николаевич Поливанов, генерал |
| 2004      | с   | Стилет 2                                                               | Ковалёв |
| 2004      | ф   | Тариф на любовь                                                        | Николай Алексеевич, отец Юли |
| 2004      | с   | Фитиль (сюжет Государственный подход)                                  | собутыльник |
| 2005—2013 | с   | Бальзаковский возраст, или Все мужики сво…                             | Спартак Петрович, учитель физкультуры |
| 2005      | с   | Девять неизвестных                                                     | генерал Творожников |
| 2005      | тсп | Делец                                                                  | Гуляр, кредитор Меркаде |
| 2005      | с   | Казус Кукоцкого                                                        | профессор Гансовский |
| 2005      | с   | Любовь моя                                                             | полковник Строев, отец Вадима и Даши, объект охмурения матерью Анжелы |
| 2005      | ф   | Ой, мороз, мороз!                                                      | Константин Георгиевич, генерал-майор |
| 2005      | с   | Умножающий печаль                                                      | Марк Олегович Гвоздев |
| 2006      | с   | Всё смешалось в доме...                                                | Сергей Малюков, банкир |
| 2006—2008 | с   | Защита Красина                                                         | Пётр Петрович Сосновский, генерал |
| 2007      | ф   | 07-й меняет курс                                                       | президент США |
| 2007      | с   | Белка в колесе                                                         | Валентин, стюард |
| 2007      | с   | Бешеная                                                                | Олег Кириллович Кожемякин, губернатор Шантарской области |
| 2007      | тф  | Вопреки здравому смыслу                                                | адвокат Игорь Антонов |
| 2007      | ф   | Ниоткуда с любовью, или Весёлые похороны                               | Лёва Готлиб |
| 2007      | тсп | Последняя жертва                                                       | Лавр Миронович Прибытков |
| 2008      | тф  | Кровные узы                                                            | Стрелецкий |
| 2008      | тсп | Любовный круг                                                          | лорд Портес |
| 2008      | тсп | На всякого мудреца довольно простоты                                   | Крутицкий |
| 2008—2010 | с   | Общая терапия                                                          | Михаил Ильич Тышкевич, заведующий терапевтическим отделением |
| 2008      | с   | Защита Красина 2                                                       | Пётр Петрович Сосновский, генерал |
| 2008      | док | Русская жертва                                                         | Б. Березовский |
| 2008      | с   | Сердцеедки                                                             | Альберт Михайлович Зуев |
| 2008      | с   | Солдаты 15. Новый призыв                                               | проверяющий по культурно-воспитательной части |
| 2008      | с   | Сыщики районного масштаба 2                                            | Александр Николаевич Осмоловский, профессор |
| 2009—2010 | с   | Братаны                                                                | Виктор Степанович Царёв («Царь»), отец Насти, во 2 м сезоне роль озвучивал Олег Куценко                                                                                     |
| 2009      | мтф | И была война                                                           | Борис Владимирович Анищенко, генерал |
| 2009      | ф   | По следу Феникса                                                       | Иван Борисович, прокурор |
| 2009      | с   | Предлагаемые обстоятельства                                            | Альберт Николаевич |
| 2009—2019 | с   | Воронины                                                               | Николай Петрович Воронин |
| 2010      | ф   | Банщик Президента, или Пасечники Вселенной                             | Альберт Семёнович, генеральный продюсер |
| 2010      | ф   | Блюз-кафе                                                              | снимался |
| 2010      | с   | Дом образцового содержания                                             | Леонид Алексеевич Верещагин, следователь НКВД |
| 2011      | с   | Земский доктор. Продолжение                                            | Вячеслав Геннадьевич Коробнев |
| 2011—2012 | с   | Земский доктор. Жизнь заново                                           | Вячеслав Геннадьевич Коробнев |
| 2011      | ф   | Улыбка судьбы                                                          | Владимир Георгиевич, грузинский коммерсант |
| 2012      | с   | Молодожёны                                                             | Николай Петрович, отец Кости и Лёни (23 серия) |
| 2012      | ф   | 1812: Уланская баллада                                                 | Алексей Андреевич Аракчеев |
| 2012      | ф   | Часовщик                                                               | Феликс Иосифович Шайкевич |
| 2013      | с   | Братья по обмену                                                       | Олег Дмитриевич Чумаков, председатель тендерной комиссии |
| 2013      | с   | Вероника. Беглянка                                                     | Романченко |
| 2013      | с   | Людмила                                                                | импресарио в Америке |
| 2013      | с   | Семейные обстоятельства                                                | Герман Борисович Романов |
| 2013      | с   | Трое в Коми                                                            | Владимир Сергеевич |
| 2013—2017 | с   | Улицы разбитых фонарей                                                 | Алексей Николаевич Мерзлякин, генерал полиции, начальник ГУВД по СПБ и Л.О.                                                                                                 |
| 2014      | тсп | Пиковая дама                                                           | лорд Портес |
| 2014      | с   | Земский доктор. Любовь вопреки                                         | Вячеслав Геннадьевич Коробнев |
| 2014—2017 | с   | Физрук                                                                 | Чернышов, отец Татьяны, капитан полиции |
| 2016      | тсп | Маскарад                                                               | Евгений Александрович Арбенин |
| 2018      | с   | Милицейская сага                                                       | Алексей Николаевич Брагин |
| 2017      | ф   | Французский попутчик                                                   | генерал |
| 2018      | с   | Годунов                                                                | владыка Дионисий |
| 2024      | с   | Костя — Вера                                                           | Николай Петрович Воронин, муж Галины Ивановны, отец Кости и Лёни, глава семейства Ворониных. Умер незадолго до начала действий сериала, появляется в хронике (первая серия) |

 — главная роль

### Дубляж и закадровое озвучивание
| Год       |    | Название                         | Роль                                                                                        |
| --------- | -- | -------------------------------- | ------------------------------------------------------------------------------------------- |
| 1989      | мф | Русалочка                        | царь Тритон                                                                                 |
| 1994      | ф  | Девушка по имени Судьба          | [ 36 ]                                                                                      |
| 1997—1998 | с  | Жестокий ангел                   | Руи Новаес, Тадеу Фрачини, Виотти дон Америку ди Абреу, Жулиу и др., закадровое озвучивание |
| 1999      | ф  | Девятые врата                    | Борис Балкан                                                                                |
| 1999      | ф  | Сонная лощина                    | Балтус Ван Тассел                                                                           |
| 2001      | ф  | Властелин колец: Братство кольца | Саруман                                                                                     |
| 2004      | ф  | Терминал                         | Фрэнк Диксон                                                                                |
| 2006      | ф  | Парфюмер: История одного убийцы  | Антуан Риши                                                                                 |
| 2006      | мф | Смывайся!                        | Жаб                                                                                         |
| 2007      | ф  | Золотой век                      | Фрэнсис Уолсингем                                                                           |
| 2008      | мф | Приключения Десперо              | Инквизитор                                                                                  |
| 2010      | ф  | Король говорит!                  | Лайонел Лог                                                                                 |
| 2011      | мф | Гномео и Джульетта               | лорд Кирпичер                                                                               |
| 2012      | ф  | Гамбит                           | лорд Лайонел Шабандар                                                                       |
| 2012      | ф  | Лучшее предложение               | Вёрджил Олдман                                                                              |
| 2015      | мф | Миньоны                          | рассказчик                                                                                  |
| 2016      | ф  | Боги Египта                      | Ра                                                                                          |

Также Клюев озвучивал на русский язык украинские короткометражные мультфильмы 1980—1990-х годов (некоторые — совместно с актрисой Ириной Маликовой).

### Участие в документальных фильмах
| Год  | Название                                                                                             |
| ---- | --- |
| 2006 | Искренне Ваш… Виталий Соломин                                                                        |
| 2006 | Юрий Васильев (из цикла телепрограмм канала ДТВ «Как уходили кумиры»)                                |
| 2007 | Звёздная любовь Виталия Соломина                                                                     |
| 2008 | Элина Быстрицкая. Железная леди                                                                      |
| 2008 | Валерий Носик (из цикла телепрограмм канала «Время» «Человек в кадре»)                               |
| 2009 | Виктор Павлов. Судьба меня хранить устала                                                            |
| 2010 | Михаил Жаров (из цикла телепрограмм канала «Время» «Человек в кадре»)                                |
| 2010 | Роман Филиппов (из цикла телепрограмм канала «Время» «Человек в кадре»)                              |
| 2010 | Приключения Шерлока Холмса и доктора Ватсона (из цикла телепрограмм канала СТБ «Неизвестная версия») |
| 2010 | Казачки не плачут. Людмила Хитяева                                                                   |
| 2010 | Д’Артаньян и три мушкетёра (из цикла телепрограмм канала ТВ Центр «Тайны советского кино»)           |

### Продюсерские работы
- 2009 — «И была война»

## Память
| Год  | Телепередача                                   | Телеканал        |
| ---- | ---------------------------------------------- | ---------------- |
| 2014 | «„Линия жизни“. Борис Клюев»                   | «Культура»       |
| 2014 | «„Наедине со всеми“. Борис Клюев»              | «Первый канал»   |
| 2015 | «„Раскрывая тайны звёзд“. Борис Клюев»         | «Москва Доверие» |
| 2015 | «„Мой герой“. Борис Клюев»                     | «ТВ Центр»       |
| 2019 | «Египетская сила Бориса Клюева»                | «Первый канал»   |
| 2020 | «„Судьба человека“. Борис Клюев»               | «Россия»         |
| 2021 | «Борис Клюев. Заложник образа»                 | «ТВ Центр»       |
| 2023 | «„Эксклюзив“. Борис Клюев: последняя исповедь» | «Первый канал»   |